# Rallye Deutschland

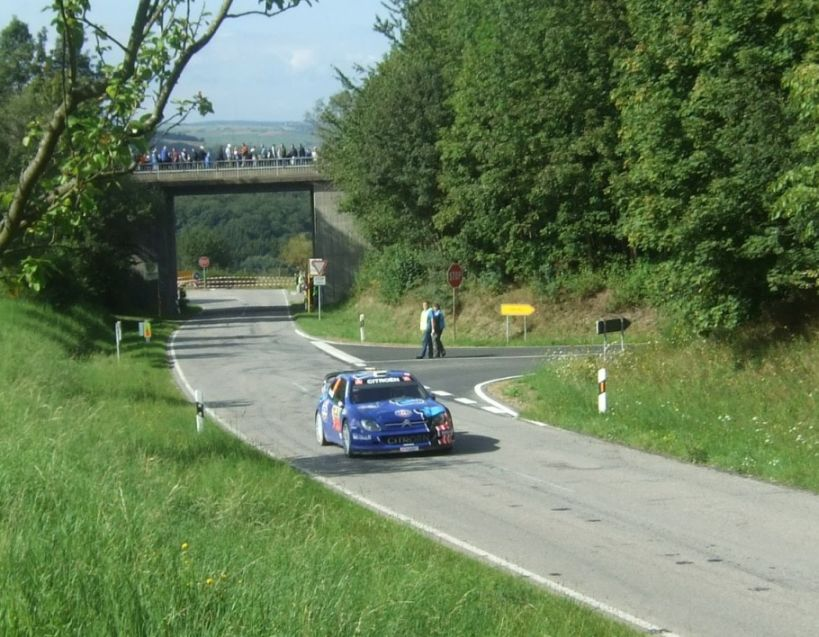
Sonderprüfung 2007 bei Thomm, nahe Trier

Die Rallye Deutschland ist eine Motorsport-Veranstaltung, die vom ADAC ausgerichtet wird. 2001 wurde die Rallye Deutschland mit der Hunsrück-Rallye zusammengelegt. Ab der WRC-Saison 2002 gehörte sie bis 2019 zu den jährlich stattfindenden Läufen der FIA Rallye-Weltmeisterschaft.

## Geschichte
Die erste Deutschland-Rallye wurde 1982 ausgetragen, Startort war damals Frankfurt am Main. Später waren auch Mainz, Koblenz, St. Wendel und Adenau Austragungsorte. Trier ist seit 2000 offizieller Start- und Zielort. Seit dem Jahr 2002 gehörte die Rallye zum Programm der Rallye-Weltmeisterschaft. 2009 fand sie, bedingt durch das in dem Jahr angewandte Rotationsverfahren der FIA, nicht statt.
Erste Sieger waren der deutsche Rallyefahrer Erwin Weber und Beifahrer Matthias Berg mit einem Opel Ascona 400. 1983 folgte ihm Walter Röhrl mit Beifahrer Christian Geistdörfer auf einem Lancia Rally 037. Als erste und bisher einzige Frau konnte Michèle Mouton mit Beifahrer Terry Harryman die Rallye 1986 gewinnen. In diesem Jahr gewann sie auch mit dem Peugeot 205 T16 die Deutsche Rallye-Meisterschaft. 1997 konnte Dieter Depping seinen dritten Sieg bei der Rallye Deutschland einfahren und ist nach Sébastien Loeb, der die Rallye achtmal in Folge gewinnen konnte, zweithäufigster Sieger. 2011 konnte Sébastien Ogier die Siegesserie von Loeb beenden und war somit der zweite Fahrer, der die Rallye Deutschland als Weltmeisterschaftslauf gewinnen konnte.

## Streckencharakter

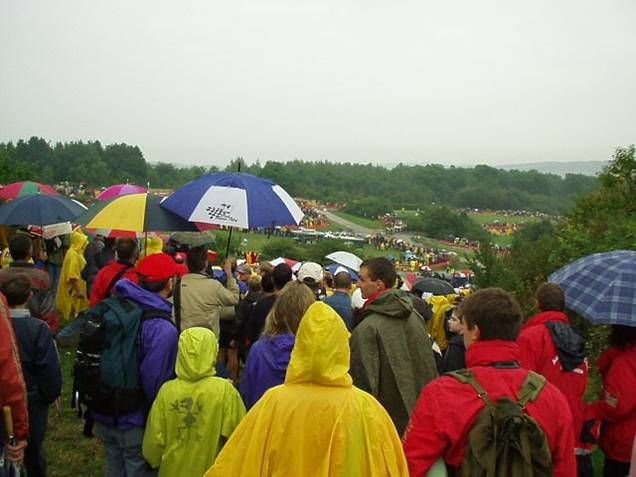
Zuschauer an der WP Panzerplatte

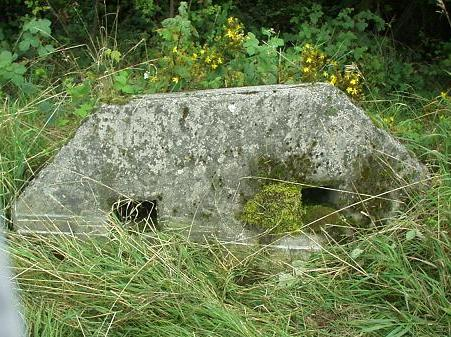
Hinkelstein, (Unfallstelle Solberg 2004)

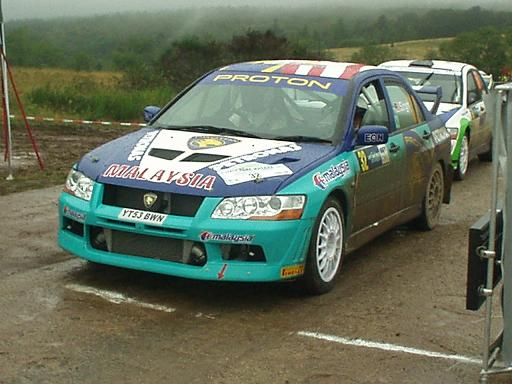
Start 2004 Truppenübungsplatz Baumholder, Katamjit Singh / Allen Oh, Proton Pert Evo 7 von Co-ordSport aufgebaut, Gruppe N

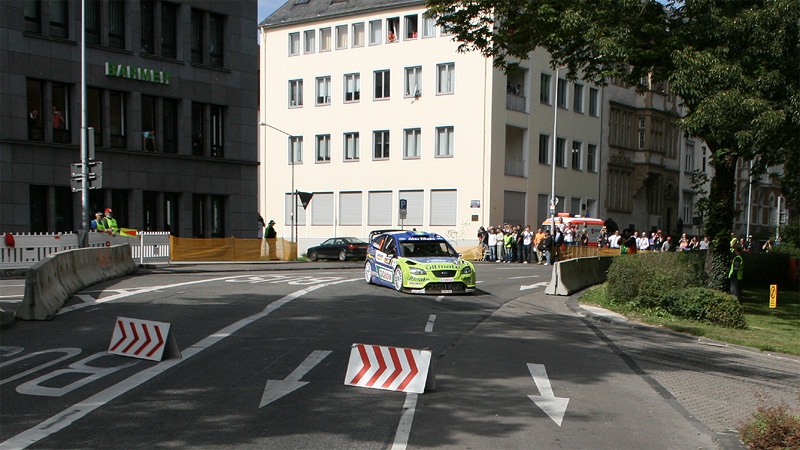
Marcus Grönholm während Circus Maximus durch Trier, 2007

Die unterschiedliche Streckenführung macht sie zu einer „drei in eins“ Rallye. Nach dem so genannten Shakedown und traditionellen Showstart vor der Porta Nigra am Donnerstag findet die erste Etappe am Freitag in den Weinbergen statt. Die Kurse zeichnen sich durch kurze, schnelle Geraden gefolgt von scharfen Abzweigen und Spitzkehren in Hanglage aus.
Mit Beginn des zweiten Tages verlagert sich die Streckenführung weiter nach Süden auf den Truppenübungsplatz Baumholder. Hier steht insbesondere die Wertungsprüfung „Panzerplatte“ mit der Sprungkuppe „Gina“ auf dem Plan. Das Profil dieses Tages ist geprägt von mittelschnellen Strecken auf einem Gemisch von Asphalt und Betonplatten. An zahlreichen Stellen säumen sogenannte „Hinkelsteine“ die Fahrstrecke. Ursprünglich als Streckenbegrenzung für Militärfahrzeuge gedacht, stellen sie während der Rallye ein gefährliches Hindernis dar, so dass Fahrfehler schnell zu Unfällen und damit auch zu Ausfällen führen können.
Die dritte Etappe bestand hauptsächlich aus schnellen Prüfungen auf den Landstraßen der Region rund um St. Wendel. In den letzten Jahren wurden die Wertungsprüfungen des dritten Tages in die Nähe von Trier in die Weinberge an der Mosel gelegt. Den Abschluss der Veranstaltung bildet die Siegerehrung vor der Porta Nigra am Sonntagmittag bzw. -nachmittag. Neben der wechselnden Streckencharakteristik stellt das Wetter eine weitere Herausforderung dar.
Seit 2007 findet am Sonntag eine Super Special in Trier statt. Sie trägt den Namen „Circus Maximus“. Hier müssen die Teilnehmer drei Runden lang in 3er-Gruppen eine ca. 3 km lange Strecke durch enge Gassen in der Trierer Innenstadt bewältigen. Vor 2007 wurde die Super Special durch St. Wendel gefahren.

## Organisation
Das Rallyezentrum befindet sich regelmäßig in Trier.
Der Servicepark war im Jahre 2001 an jedem Tag an einem anderen Ort (erster Tag in Trier, zweiter Tag im Lager Aulenbach in Baumholder und am dritten Tag am Ufer des Bostalsees in der Gemeinde Nohfelden im Saarland), im Jahre 2002 nur noch an zwei Orten (in Trier und am Bostalsee), von 2003 bis 2006 am Bostalsee auf einem Gelände, das sich vor allem bei Schlechtwetter und wegen schmaler Zufahrtsstraßen als problematisch erwies, zu finden. Seit 2007 ist er wieder in Trier untergebracht.
Der Parc Fermé ist, mit einer Ausnahme 2004, auf dem Trierer Viehmarkt eingerichtet.

## Zuschauer
In den vergangenen Jahren wies die Rallye regelmäßig weit mehr als 200.000 Zuschauerbewegungen auf. Die Bewältigung der Zuschauerströme ist eine der jährlich erneut aufwändigsten organisatorischen Herausforderungen an den Veranstalter.
Nahe dem Parc Fermé auf dem Trierer Viehmarkt können die Fans den Abend beispielsweise beim alljährlichen Brauerfest ausklingen lassen. 2006 bot sich darüber hinaus während des gesamten Rallyewochenendes die Chance am Römerfestival „Brot und Spiele“ teilzunehmen.

## Umwelt
Im Veranstaltungskalender zur Rallye-Weltmeisterschaft zeichnet sich die Rallye Deutschland durch ein aufwändiges Umweltmanagement aus. Bereits in den Genehmigungsverfahren werden vom Veranstalter vor allem Belange des Naturschutzrechtes (es sind auch Schutzgebiete betroffen) und des Wasserrechtes (der Servicepark liegt z. B. im Wasserschutzgebiet) geprüft und den Genehmigungsbehörden geeignete Managementkonzepte unterbreitet. Während der Veranstaltung selbst greifen Umweltmanagementmaßnahmen im Veranstalter-, Zuschauer- und Teilnehmerbereich.
Drei Umweltbeauftragte (ein Physiker, ein Agraringenieur und Naturschützer sowie ein Geologe) managen seit der Rallye 2002 die Umweltbelange von der Beratung bei der Zuschauerlenkung in ökologisch sensiblen Bereichen bis zu den naturschutzrechtlichen Genehmigungsverfahren und der Überwachung vor Ort vor allem im Zuschauerbereich. Zusätzlich wurde 2006/2007 die Koordination Motorsport/Umweltaspekte/Naturschutz durch eine an der FH Trier vergebene Diplomarbeit unterstützt.

## Gesamtsieger
| Jahr  | Rallye                          | Gesamtsieger             | Gesamtsieger             | Fahrzeug                 |                          |
| Jahr  | Rallye                          | Fahrer                   | Beifahrer                | Fahrzeug                 |                          |
| ----- | ------------------------------- | ------------------------ | ------------------------ | ------------------------ | ------------------------ |
| 19821 | 01. ADAC Rallye Deutschland     | Erwin Weber              | Matthias Berg            | Opel Ascona 400          |                          |
| 19831 | 02. ADAC Rallye Deutschland     | Walter Röhrl             | Christian Geistdörfer    | Lancia Rally 037         |                          |
| 19841 | 03. ADAC Rallye Deutschland     | Hannu Mikkola            | Christian Geistdörfer    | Audi Sport Quattro       |                          |
| 19851 | 04. ADAC Rallye Deutschland     | Kalle Grundel            | Peter Diekmann           | Peugeot 205 T16          |                          |
| 19861 | 05. ADAC Rallye Deutschland     | Michèle Mouton           | Terry Harryman           | Peugeot 205 T16          |                          |
| 19871 | 06. ADAC Rallye Deutschland     | Jochi Kleint             | Manfred Hiemer           | VW Golf GTI 16V          |                          |
| 19881 | 07. ADAC Rallye Deutschland     | Robert Droogmans         | Ronny Joosten            | Ford Sierra RS Cosworth  |                          |
| 19891 | 08. ADAC Rallye Deutschland     | Patrick Snijers          | Dany Colebunders         | Toyota Celica 4WD        |                          |
| 19901 | 09. ADAC Rallye Deutschland     | Robert Droogmans         | Ronny Joosten            | Lancia Delta Integrale   |                          |
| 19911 | 10. ADAC Rallye Deutschland     | Piero Liatti             | Luciano Tedeschini       | Lancia Delta Integrale   |                          |
| 19921 | 11. ADAC Rallye Deutschland     | Erwin Weber              | Manfred Hiemer           | Mitsubishi Galant VR4    |                          |
| 19931 | 12. ADAC Rallye Deutschland     | Patrick Snijers          | Dany Colebunders         | Ford Escort Cosworth     |                          |
| 19941 | 13. ADAC Rallye Deutschland     | Dieter Depping           | Peter Thul               | Ford Escort Cosworth     |                          |
| 19951 | 14. ADAC Rallye Deutschland     | Enrico Bertone           | Max Chiapponi            | Toyota Celica 4WD        |                          |
| 19961 | 15. ADAC Rallye Deutschland     | Dieter Depping           | Fred Berssen             | Ford Escort Cosworth     |                          |
| 19971 | 16. ADAC Rallye Deutschland     | Dieter Depping           | Dieter Hawranke          | Ford Escort Cosworth     |                          |
| 19981 | 17. ADAC Rallye Deutschland     | Matthias Kahle           | Dieter Schneppenheim     | Toyota Corolla WRC       |                          |
| 19991 | 18. ADAC Rallye Deutschland     | Armin Kremer             | Fred Berssen             | Subaru Impreza WRC       |                          |
| 20001 | 19. ADAC Rallye Deutschland     | Henrik Lundgaard         | Jens Christian Anker     | Toyota Corolla WRC       |                          |
| 20011 | 20. ADAC Rallye Deutschland     | Philippe Bugalski        | Jean-Paul Chiaroni       | Citroën Xsara WRC        |                          |
| 2002  | 21. ADAC Rallye Deutschland     | Sébastien Loeb           | Daniel Elena             | Citroën Xsara WRC        |                          |
| 2003  | 22. ADAC Rallye Deutschland     | Sébastien Loeb           | Daniel Elena             | Citroën Xsara WRC        |                          |
| 2004  | 23. OMV ADAC Rallye Deutschland | Sébastien Loeb           | Daniel Elena             | Citroën Xsara WRC        |                          |
| 2005  | 24. OMV ADAC Rallye Deutschland | Sébastien Loeb           | Daniel Elena             | Citroën Xsara WRC        |                          |
| 2006  | 25. OMV ADAC Rallye Deutschland | Sébastien Loeb           | Daniel Elena             | Citroën Xsara WRC        |                          |
| 2007  | 26. ADAC Rallye Deutschland     | Sébastien Loeb           | Daniel Elena             | Citroën C4 WRC           |                          |
| 2008  | 27. ADAC Rallye Deutschland     | Sébastien Loeb           | Daniel Elena             | Citroën C4 WRC           |                          |
| 2009  | keine Rallye Deutschland        | keine Rallye Deutschland | keine Rallye Deutschland | keine Rallye Deutschland | keine Rallye Deutschland |
| 2010  | 28. ADAC Rallye Deutschland     | Sébastien Loeb           | Daniel Elena             | Citroën C4 WRC           |                          |
| 2011  | 29. ADAC Rallye Deutschland     | Sébastien Ogier          | Julien Ingrassia         | Citroën DS3 WRC          |                          |
| 2012  | 30. ADAC Rallye Deutschland     | Sébastien Loeb           | Daniel Elena             | Citroën DS3 WRC          |                          |
| 2013  | 31. ADAC Rallye Deutschland     | Daniel Sordo             | Carlos del Barrio        | Citroën DS3 WRC          |                          |
| 2014  | 32. ADAC Rallye Deutschland     | Thierry Neuville         | Nicolas Gilsoul          | Hyundai i20 WRC          |                          |
| 2015  | 33. ADAC Rallye Deutschland     | Sébastien Ogier          | Julien Ingrassia         | VW Polo R WRC            |                          |
| 2016  | 34. ADAC Rallye Deutschland     | Sébastien Ogier          | Julien Ingrassia         | VW Polo R WRC            |                          |
| 2017  | 35. ADAC Rallye Deutschland     | Ott Tänak                | Martin Järveoja          | Ford Fiesta RS WRC       |                          |
| 2018  | 36. ADAC Rallye Deutschland     | Ott Tänak                | Martin Järveoja          | Toyota Yaris WRC         |                          |
| 2019  | 37. ADAC Rallye Deutschland     | Ott Tänak                | Martin Järveoja          | Toyota Yaris WRC         |                          |

1 Kein WM-Status